# Lejanía
Lejanía es el vigésimo séptimo álbum de estudio de la banda chilena Inti-Illimani, publicado originalmente el 14 de julio de 1998, grabado en septiembre del año anterior y distribuido por los sellos discográficos Xenophile y Green Linnet. Este álbum nunca ha sido publicado en Chile ni Italia (país que acogió a la banda por muchos años durante el exilio).
Lejanía tiene un marcado sonido de música andina, retomando así parte del trabajo realizado por la banda en la década de 1970, en los álbumes Canto de pueblos andinos, Canto de pueblos andinos (Inti-Illimani 3) y Canto de pueblos andinos, vol. 2. Al segundo de ellos pertenece originalmente la canción «Sikuriadas», regrabada para esta ocasión. Asimismo, «Quiaqueñita» también es una nueva versión de la perteneciente al álbum Inti-Illimani de 1970.
La canción de apertura «Takoma» en algunas grabaciones en vivo publicadas más tarde aparece con el nombre de «Takakoma». Este tema posteriormente fue regrabado para el álbum Esencial de 2006. 

## Lista de canciones
| Arriesgaré la piel |                                                                          |                                                |          |  |
| N.º                | Título                                                                   | Escritor(es)                                   | Duración |  |
| 1.                 | «Takoma» (o «Takakoma»)                                                  | popular peruana                                | 7:01     |  |
| 2.                 | «Wititis/La banda de Peña Herrera» (Wititis o «La danza de los Wititis») | E. Cavour, popular boliviana/ecuatoriana       | 3:49     |  |
| 3.                 | «Recuerdos de Kalahuayo»                                                 | popular peruana                                | 5:19     |  |
| 4.                 | «Arpa peruana»                                                           | popular peruana                                | 1:10     |  |
| 5.                 | «Yamor»                                                                  | popular ecuatoriana, San Juanito, Vargas-Pérez | 3:46     |  |
| 6.                 | «Tonada triste»                                                          | Horacio Durán                                  | 2:59     |  |
| 7.                 | «Sikuriadas»                                                             | popular boliviana                              | 4:09     |  |
| 8.                 | «Yendo y viniendo»                                                       | Pedro Villagra                                 | 4:59     |  |
| 9.                 | «Quiaqueñita»                                                            | popular argentina                              | 2:38     |  |
| 10.                | «Salake»                                                                 | popular boliviana                              | 6:26     |  |
| 41:54              |                                                                          |                                                |          |  |

## Créditos
Inti-Illimani
- Jorge Coulón: sicu, arpa, tiple colombiano, dulcémele a martillo, voz
- Marcelo Coulón: quena, quenacho, flautín, guitarrón mexicano, voz
- Horacio Durán: charango, ronroco, voz
- Horacio Salinas: guitarra, percusión, voz
- José Seves: guitarrón mexicano, tiple, sicu, voz
- Efren Viera: bombo, clarinete, rototom, saxofón barítono, udu
- Pedro Villagra: mandolina, sicu, zampoña, quena, quenacho, guitarra, saxofón tenor y soprano, voz

Colaboración
- Laura Fuentes y Victoria Villalobos: voces en «La banda de Peña Herrera» y «Salake».